# シュプマン (小惑星)
シュプマン (5779 Schupmann) は、小惑星帯にある小惑星。北海道釧路市の上田清二と札幌市の金田宏によって発見された。
シュプマン式屈折望遠鏡の発明者である建築家のルードヴィッヒ・シュプマンにちなんで命名された。